# Xã Agency, Quận Buchanan, Missouri
Xã Agency (tiếng Anh: Agency Township) là một xã thuộc quận Buchanan, tiểu bang Missouri, Hoa Kỳ. Năm 2010, dân số của xã này là 1.213 người.